# Штурм Килиноччи
Штурм Килиноччи — завершающий эпизод Гражданской войны в Шри-Ланке, в ходе которого правительственной армии удалось захватить столицу тамильских тигров город Килиноччи к январю 2009 года. Штурм начался ещё в ноябре 2008 года, когда правительство нарушило режим прекращения огня.

## Хронология
Армия Шри-Ланки (SLA) вела наступление в течение ноября и декабря 2008 г., в ходе которого в декабре было предпринято три попытки захватить город. Им помешали Тигры освобождения Тамил-Илама, и обе стороны заявили, что понесли минимальные потери, нанеся максимальный ущерб другой стороне. В течение этого периода ВВС Шри-Ланки наносили воздушные удары по позициям тамильских тигров в Килиноччи. 2 января 2009 г. подразделения армии Шри-Ланки продвинулись в Килиноччи с северного, южного и западного направлений города, а бойцы тигров отошли на позиции в близлежащих джунглях. Махинда Раджапакса, президент Шри-Ланки, позже объявил, что военные взяли город под свой контроль, и призвал тигров сложить оружие и сдаться. Однако тигры заявили, что ОАС захватили «город-призрак» после отступления, и назвали это незначительной потерей.
После захвата Килиноччи правительства нескольких иностранных государств призвали обе стороны искать политическое решение. Фондовая биржа Коломбо зафиксировала рост, а курс рупии стабилизировался.
Во время празднования вскоре после объявления захвата люди зажгли на улицах петарды; вечером перед штабом ВВС в Коломбо произошел взрыв бомбы террористом-смертником, в результате которого трое погибли и около 30 получили ранения. Вооружённые силы Шри-Ланки продолжали продвигаться на территорию, удерживаемую «тиграми», захватив ещё несколько стратегически важных мест, в том числе Элефант-Пасс и все шоссе А9 вскоре после падения Килиноччи.